# 아름다운 세상 (드라마)
《아름다운 세상》은 2019년 4월 5일부터 2019년 5월 25일까지 방영된 JTBC 금토 드라마이다. 한때 잠정적으로 얼어붙은 눈물이라는 제목을 사용했다

## 줄거리
생사의 벼랑 끝에 선 아들과 그 가족들이 아들의 이름으로 진실을 찾아가는 이야기를 담은 드라마.

## 등장 인물

### 주요 인물
- 추자현 : 강인하 역 - 베이커리 ‘HOHO’ 운영
- 박희순 : 박무진 역 - 고등학교 교사
- 오만석 : 오진표 역 - 서울대 행시 출신 세아교육재단 이사장
- 조여정 : 서은주 역 - 가정주부

### 인하네 가족
- 남다름 : 박선호 역 - 무진과 인하의 아들, 중3, 피해자 학생
- 김환희 : 박수호 역 - 무진과 인하의 딸, 중2
- 이청아 : 강준하 역 - 인하의 동생

### 은주네 가족
- 서동현 : 오준석 역 - 진표와 은주의 아들, 선호의 친구, 가해자 학생

### 세아중학교 사람들
- 윤나무 : 이진우 역 - 선호의 담임교사
- 명계남 : 명선 역 - 교장
- 정재성 : 배상복 역 - 교감
- 주석제 : 신강훈 역 - 교무부장
- 안소요 : 함영주 역 - 수호의 담임교사
- 김학선 : 신대길 역 - 보안관

### 선호 반 친구들 & 가족
- 이재인 : 한동희 역
- 서영주 : 한동수 역 - 고등학교 2학년, 동희의 오빠, 무진의 제자
- 박지후 : 정다희 역
- 금준현 : 조영철 역
- 양한열 : 이기찬 역
- 강현욱 : 나성재 역
- 이지현 : 임숙희 역 - 영철의 어머니
- 황태광 : 이상우 역 - 기찬의 아버지
- 명지연 : 권지혜 역 - 기찬의 어머니
- 성기윤 : 나필준 역 - 성재의 아버지
- 강말금 : 은경선 역 - 성재의 어머니
- 이서환 : 정만섭 역 - 다희의 아버지
- 최유송 : 최경숙 역 - 다희의 어머니

### 강호경찰서 사람들
- 조재룡 : 박승만 역 - 박선호 사건 담당 형사
- 김도형 : 김 형사 역 - 강력팀 형사

### 그 외 인물
- 유채영
- 김예솔
- 김연서
- 장서영
- 우윤영
- 진주
- 김해원 : 꽃집 주인 역
- 엄선애
- 이건
- 최홍진
- 홍석찬
- 박용 : 한동수의 고용주 역
- 강애심 : 강인하 와 강준하의 어머니 역
- 정민준

### 특별출연
- 이성민 : 경찰서장 역
- 안내상
- 허정도

## 시청률
최저 시청률과 최고 시청률은 시청률 조사회사와 지역별로 시청률에 차이가 있을 수 있습니다.
| 2019년      | 2019년      | 2019년         | 2019년       |
| 회차        | 방송일      | AGB 시청률     | AGB 시청률   |
| 회차        | 방송일      | 대한민국(전국) | 서울(수도권) |
| ----------- | ----------- | -------------- | ------------ |
| 제1회       | 4월 5일     | 2.178%         |              |
| 제2회       | 4월 6일     | 2.926%         | 3.099%       |
| 제3회       | 4월 12일    | 3.053%         | 3.515%       |
| 제4회       | 4월 13일    | 3.306%         | 4.006%       |
| 제5회       | 4월 19일    | 3.346%         | 3.637%       |
| 제6회       | 4월 20일    | 3.267%         | 3.621%       |
| 제7회       | 4월 26일    | 3.334%         | 3.665%       |
| 제8회       | 4월 27일    | 4.001%         | 4.553%       |
| 제9회       | 5월 3일     | 3.727%         | 3.921%       |
| 제10회      | 5월 4일     | 3.451%         | 3.804%       |
| 제11회      | 5월 10일    | 4.222%         | 4.451%       |
| 제12회      | 5월 11일    | 4.643%         | 4.885%       |
| 제13회      | 5월 17일    | 4.087%         | 4.505%       |
| 제14회      | 5월 18일    | 4.331%         | 5.284%       |
| 제15회      | 5월 24일    | 4.910%         | 4.871%       |
| 제16회      | 5월 25일    | 5.785%         | 7.076%       |
| 평균 시청률 | 평균 시청률 | 3.785%         |              |

## 참고 사항
- 이 화면은 레터박스로 구성되었다.
- 양한열는 MBC 수목 미니시리즈 《그녀는 예뻤다》 이후 3년 5개월 만에 복귀했다.

## 같이 보기
- 대한민국의 텔레비전 드라마 목록 (ㅇ)
- 2019년 대한민국의 텔레비전 드라마 목록